# پیتر پتروف
 پیتر پتروف (انگلیسی: Peter Petroff؛ زاده ۲۱ اکتبر ۱۹۱۹ درگذشته ۲۷ فوریهٔ ۲۰۰۳) مخترع، مهندس، دانشمند ناسا و ماجراجوی بلغاری-آمریکایی بود.